# Tim Hortons
Tim Hortons je kanadský mezinárodní řetězec rychlého občerstvení se sídlem v Torontu. Nabízí převážně kávu, donuty a další pečivo, ale také sendviče a limonády. S více než 5  500 pobočkami ve 14 zemích (velká většina z nich v Kanadě), jde o největší kanadský řetězec občerstvení.
Společnost byla založena v ontarijském Hamiltonu hokejistou Timem Hortonem, pozdějším členem hokejové síně slávy, a Jimem Charadem v roce 1964 po jejich předchozím neúspěšném podnikání v restauracích s burgery. Charade podnik opustil v roce 1966. V roce 1967 se k Hortonovi připojil vlastník první franšízy Ron Joyce (1930–2019), který po jeho smrtelné autonehodě v roce 1974 odkoupil podíl ve společnosti od vdovy Delores Hortonové. Právě Joyce z řetězce vytvořil mnohamiliardový byznys. Mezi lety 1995–2006 byla společnost součástí The Wendy's Company a v roce 2014 se za 11,4 miliard amerických dolarů spojila s Burger Kingem v holding Restaurant Brands International, jehož majoritním akcionářem je s podílem 31 % brazilský 3G Capital.